# Pós-graduação
A pós-graduação, nos sistemas de educação se refere aquele ensino destinado aos indivíduos que já possuem diploma de graduação.

## Categorias
No Brasil, desde o parecer Newton Sucupira, aprovado pelo então Conselho Federal de Educação em 1965, os cursos de pós-graduação dividem-se em duas vertentes: o lato sensu e o stricto sensu:
- lato sensu: são cursos mais direcionados à atuação profissional[2] e atualização dos graduados no nível superior : tecnólogos, licenciados ou bacharéis. Se encontram, nesta categoria: os cursos de aperfeiçoamento com carga horária de no máximo 359 horas; os cursos de especialização com carga horária de no mínimo 360 horas; bem como os cursos designados como MBA (do inglês Master in Business Administration, "mestre em administração de empresas"), que não são equiparáveis aos mestrados, ao contrário do que acontece nos Estados Unidos.
- stricto sensu: são cursos voltados à formação científica e acadêmica e também ligados à pesquisa. Existem nos níveis do mestrado e doutorado, acadêmicos ou profissionais. O curso de mestrado tem a duração recomendada de dois a dois anos e meio, durante os quais o aluno desenvolve uma dissertação e cursa as disciplinas relativas à sua pesquisa. Os doutorados têm a duração média de quatro anos, para o cumprimento das disciplinas, realização da pesquisa e para a elaboração da tese. E não é necessário realizar um mestrado para entrar no doutoramento.[3]

A pós-graduação stricto-sensu é regulada e avaliada pela Coordenação de Aperfeiçoamento de Pessoal de Nível Superior, fundação do Ministério da Educação. Todas as informações do sistema brasileiro de pós-graduação stricto-sensu podem ser encontradas na Plataforma Sucupira mantida pela CAPES.

## Aperfeiçoamento
Os cursos de aperfeiçoamento destinam-se a profissionais que estejam no exercício de uma determinada ocupação (correlacionada com a formação acadêmica de origem na graduação), que pode até não significar uma profissão, mas cargo ou função (Parecer CNE/CES nº 263/2006 e Parecer CNE/CES nº 254/2002).

## Especialização
Os cursos de pós-graduação lato sensu, em nível de especialização, são regulados pela Resolução CNE/CES nº 1, de 8 de junho de 2007. A duração mínima desses cursos é de 360 horas, além do tempo destinado à elaboração de monografia ou trabalho de conclusão de curso. A especialização dá oportunidade, ao graduado, de prosseguir seus estudos ao se habilitar à docência e se especializar em áreas do conhecimento voltadas ao mundo do trabalho, podendo ser uma área diretamente ligada à primeira graduação ou não. Em alguns países, os créditos dos certificados lato sensu podem contar como o primeiro ano de um mestrado na mesma área.
As instituições de educação superior credenciadas, os cursos superiores autorizados e os cursos de especialização regulares podem ser consultados no Cadastro e-MEC de Instituições e Cursos de Educação Superior.

### MBA
O Mestrado em Administração de Negócios (em inglês, Master in Business Administration) é considerado no Brasil uma especialização (pós-graduação lato sensu). As especializações não  se submetem à avaliação sistemática da Coordenação de Aperfeiçoamento de Pessoal de Nível Superior, mas a uma apreciação menos aprofundada, por parte do Ministério da Educação. Indicadores seguros da regularidade do curso são a prova do credenciamento institucional e a declaração de que o curso atende aos requisitos enumerados pela Resolução CNE/CES nº 1/2007.

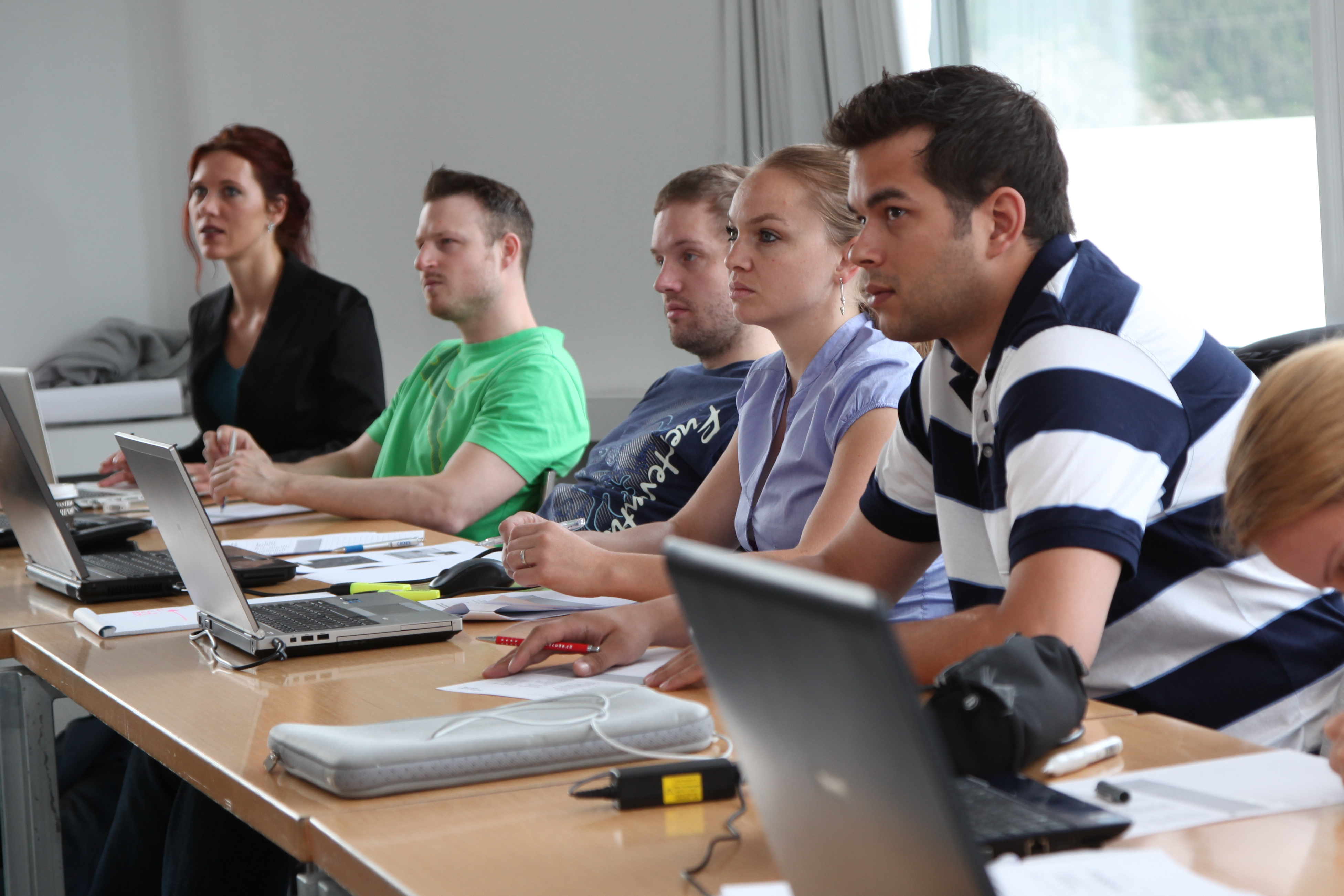
Uma aula de mestrado em administração de negócios

## Mestrado acadêmico
O mestrado acadêmico tem, por objetivo, iniciar o aluno na pesquisa. A área de conhecimento é bem focada e constitui-se em um subconjunto da área profissional (aquela estudada em todo um curso de graduação). Além de disciplinas mais avançadas, que incluem uma parcela significativa de pesquisa bibliográfica individual e de trabalho de interpretação, é desenvolvido um trabalho de iniciação à pesquisa científica. Espera-se que ao final do curso o aluno tenha adquirido capacidade de desenvolver trabalho autônomo. Este trabalho caracteriza-se pela busca de referências, métodos e tecnologias atuais e sua aplicação de forma criativa. Espera-se também, a demonstração de capacidade de redação de textos científicos. Esta capacidade é evidenciada, principalmente, pelo texto da dissertação de mestrado. É desejável a publicação ou submissão de artigo(s) em reconhecidas revistas especializadas e anais de congressos, durante e após o curso, o que evidenciará a importância da pesquisa realizada e seu reconhecimento pelos pares acadêmicos.

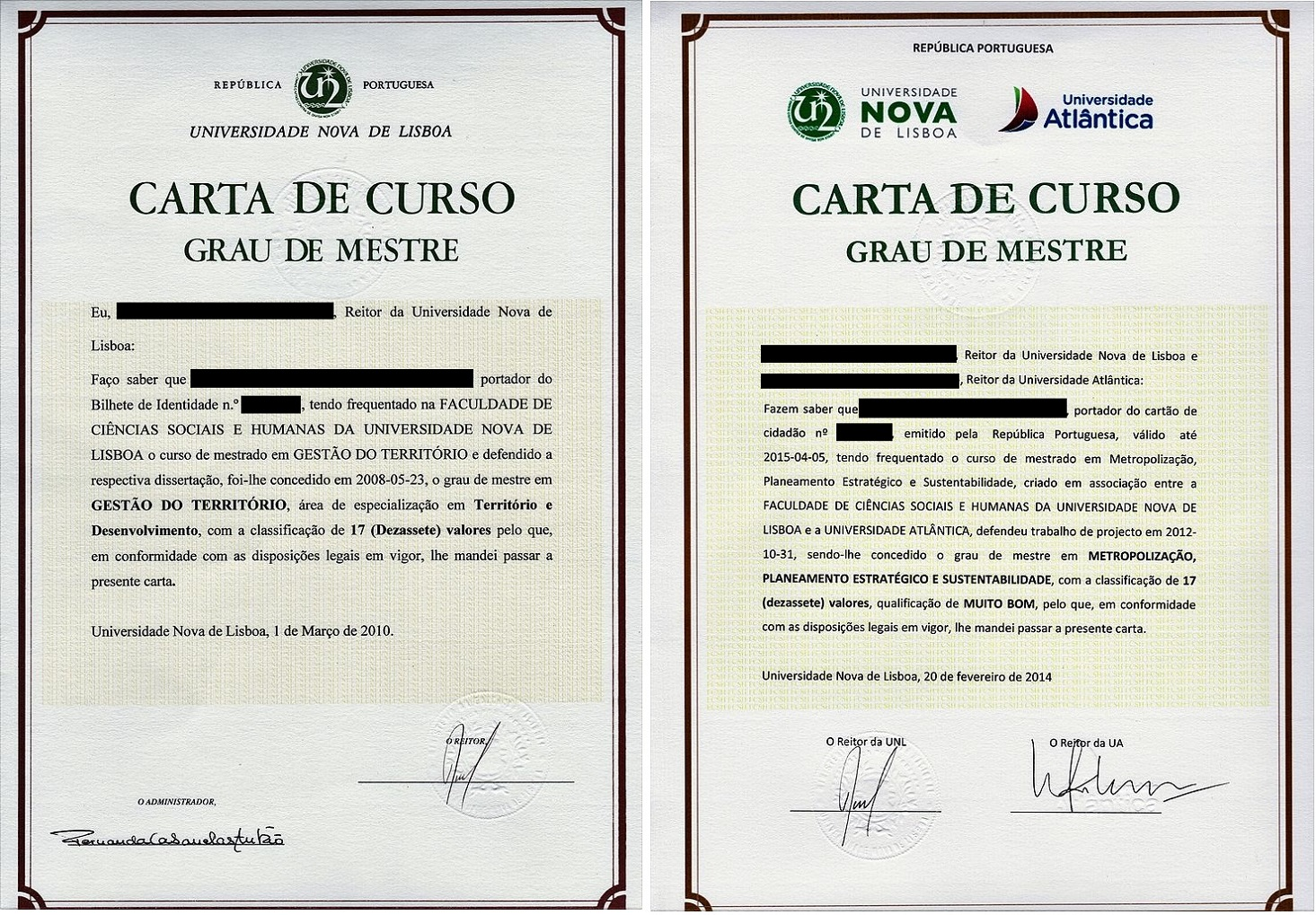
Exemplos de Diplomas de Mestrados Acadêmicos de universidades portuguesas

## Doutorado acadêmico
O doutorado obtém-se com a defesa de uma tese, que deve ser um trabalho original. O ingresso direto no doutorado é voltado à pesquisa científica ao invés da docência como no caso do mestrado. As agências de fomento, que nos anos 1980 e 1990 incentivaram a ida de brasileiros ao exterior para se doutorarem, concluíram na última década que o Brasil já conta com cursos de doutorado de qualidade suficiente para que seja possível cursá-los no País e não mais no exterior. Enquanto o Conselho Nacional de Desenvolvimento Científico e Tecnológico e a Fundação de Amparo à Pesquisa do Estado de São Paulo concedem pouquíssimas bolsas de doutorado no exterior, a Coordenação de Aperfeiçoamento de Pessoal de Nível Superior mantém concessões, mas em número que tende a decrescer. A prioridade das agências, atualmente, é a concessão de estágios-sanduíche, isto é, de períodos de seis meses a um ano letivo para que o aluno de doutorado, matriculado no Brasil, entre em contato com centros avançados no exterior e entabule contatos que depois desenvolverá.[carece de fontes?] Usualmente, o estágio sanduíche se dá durante o terceiro ano do curso.

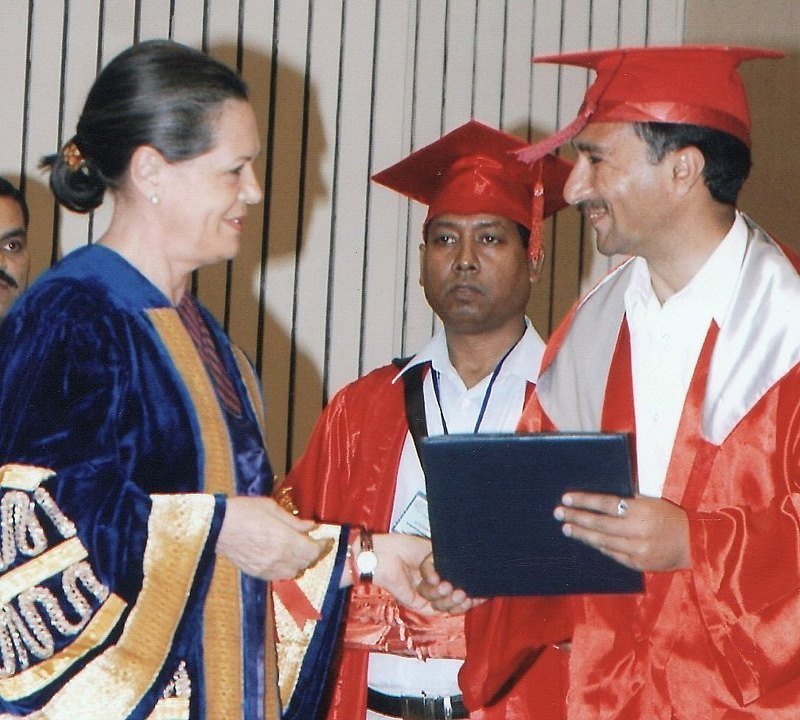
Entrega de diploma de doutorado em biotecnologia na Índia

## Mestrado e doutorado profissional
O Mestrado Profissional é uma modalidade de pós-graduação stricto sensu, que foi reconhecida no Brasil em 1998. Em 2017, o doutorado também passou a admitir a modalidade profissional. Atualmente, o mestrado e o doutorado profissional são regulados pela Portaria MEC nº 389, de 23 de março de 2017, e pela Portaria CAPES nº 131, de 28 de junho de 2017.
A justificativa para a criação dos mestrados e doutorados profissionais foi a necessidade de estreitamento das relações entre as universidades e o setor produtivo para a formação profissional avançada. Para isso, os objetivos desses programas são: capacitar profissionais para o exercício de prática profissional avançada; transferir conhecimento para a sociedade; articular a formação profissional com a necessidade de organizações públicas ou privadas, aumentando a sua produtividade e competitividade.
Em 2017, o número de mestrados profissionais no Brasil chegou a 790 cursos contra 3 524 cursos de mestrados acadêmicos. Os programas profissionais se aproximam do modelo de pós-graduação norte-americano, como por exemplo o MBA (MBA que, no Brasil, é pós-graduação lato sensu; e há tempos é tido, assim como qualquer outro Mestrado Lato Sensu, não como um curso "regular"/CAPES), com aumento crescente de procura e oferta.
Esta portaria distinguiu claramente o Mestrado Profissional do Mestrado Acadêmico, caracterizando o primeiro como voltado ao emprego do método científico para a solução de problemas reais e multidisciplinares das organizações, enquanto o segundo tem, por objetivo, proporcionar, ao estudante, o emprego do método científico em problemas de pesquisa acadêmica de uma dada área de conhecimento. O trabalho acadêmico para obtenção do título de mestre profissional é uma dissertação com defesa diante de uma banca, como no mestrado acadêmico, mas existem outras exigências (como construção de protótipos e desenvolvimento de softwares funcionais, entre outras).
Portanto, deve ser demonstrada, neste trabalho, a competência do mestrando em defender sua pesquisa de resolução de problemas reais utilizando os métodos e técnicas atuais aplicando-as na prática. Destina-se a profissionais com alguma experiência, que atuam em empresas ou instituições públicas e que manterão suas atividades durante o curso.  Não é pré-requisito na continuação dos estudos para quem deseja prosseguir em busca da pesquisa teórica em nível de doutorado. No entanto, não há restrições na seleção do doutorado para recém graduados, tanto no mestrado acadêmico quanto no profissional e no doutorado, que são as modalidades cursos de pós-graduação stricto sensu.

## Livre-docência
É o equivalente à habilitação do sistema alemão.

## Aluno especial
No Brasil, é possível cursar, geralmente, duas disciplinas do Programa de Mestrado ou até mesmo da graduação sem passar pelo exame de seleção. As inscrições costumam acontecer no mesmo período do Processo Seletivo para Mestrado. Após seleção dos aprovados regulares, o candidato não regular poderá matricular-se nas duas disciplinas sem que, porém, haja algum vínculo efetivo com a Instituição de Ensino Superior. Posteriormente, poderá requerer o aproveitamento das duas disciplinas cursadas como Aluno Especial em seu curso de graduação (desde que tenha o ensino médio completo) ou pós-graduação (desde que tenha concluído a graduação) até a data da matrícula, caso contrário não poderá pedir aproveitamento das disciplinas cursadas, pois estas valerão apenas como atividade extracurricular de ensino e extensão.
O candidato inscrito e aceito poderá matricular-se nas disciplinas obrigatórias, arcando com as mesmas responsabilidades financeiras e acadêmicas dos alunos regulares do programa.

## Bolsas e descontos
No Brasil, o aluno tem a opção de escolher entre faculdades públicas e particulares. A procura por vagas em universidades públicas é enorme, não só devido a sua gratuidade como também pela sua excelência: a maioria das universidades federais e estaduais estão entre as melhores do país. Há, também, a possibilidade de o aluno concorrer a bolsas oferecidas pelo governo através do Programa Universidade para Todos, o ProUni, que oferece bolsas integrais e parciais de 50% através de concorrência por nota obtida no Enem (Exame Nacional do Ensino Médio): nestas, a concorrência também é muito grande devido ao número de vagas oferecidas, e nem todas as universidades do país participam. Além do ProUni, existem outros programas de financiamento dos estudos pelo governo onde este financia, para o aluno, os seus estudos, deixando as parcelas menores do que a mensalidade da faculdade, e estendendo o prazo de pagamento, devido aos altos preços cobrados pelas instituições particulares de ensino de qualidade no país.